# Asteritea roureae
Asteritea roureae är en svampart som beskrevs av Bat. & R. Garnier 1961. Asteritea roureae ingår i släktet Asteritea och familjen Microthyriaceae.   Inga underarter finns listade i Catalogue of Life.